# Stezka kontinentálního rozvodí

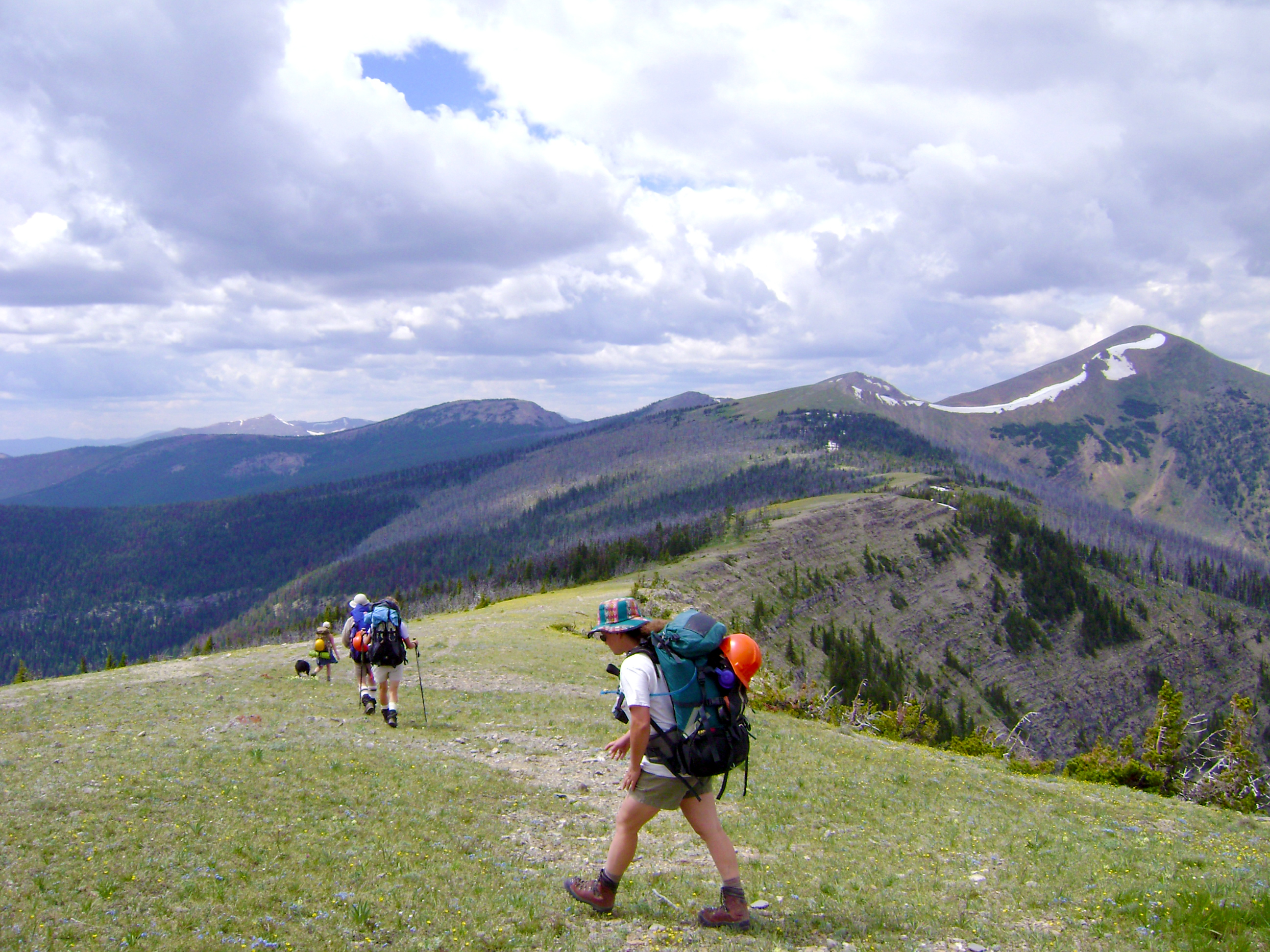
Continental Divide Trail

Stezka kontinentálního rozvodí, anglicky Continental Divide Trail, celým názvem Continental Divide National Scenic Trail, zkráceně CDT, je dálková turistická trasa ve Skalnatých horách v USA. Délka trasy je asi 5000 km.
Název stezky napovídá, že trasa je vedena podél oceánského rozvodí. CDT začíná na hranici s Mexikem a pokračuje na sever přes Nové Mexiko, Colorado, Wyoming, Idaho a do Montany, kde na kanadské hranici končí. Na území Montany stezka prochází přes Triple Divide Peak, odkud stékají vodní zdroje nejen do Atlantského a Tichého, ale i do Severního ledového oceánu.
V současnosti[kdy?] je vybudováno asi 70 % turistické trasy. Trasa se dá zvládnout za 6 měsíců, duben – září. Ročně se o její absolvování pokusí asi 200 lidí.
V USA existují top tři nejvyhlášenější dálkové turistické trasy: Stezka kontinentálního rozvodí ve Skalistých horách, Pacifická hřebenovka na západě a Appalačská stezka na východě. Společně jsou všechny tři označovány jako Triple Crown of Hiking.